# Material refractario

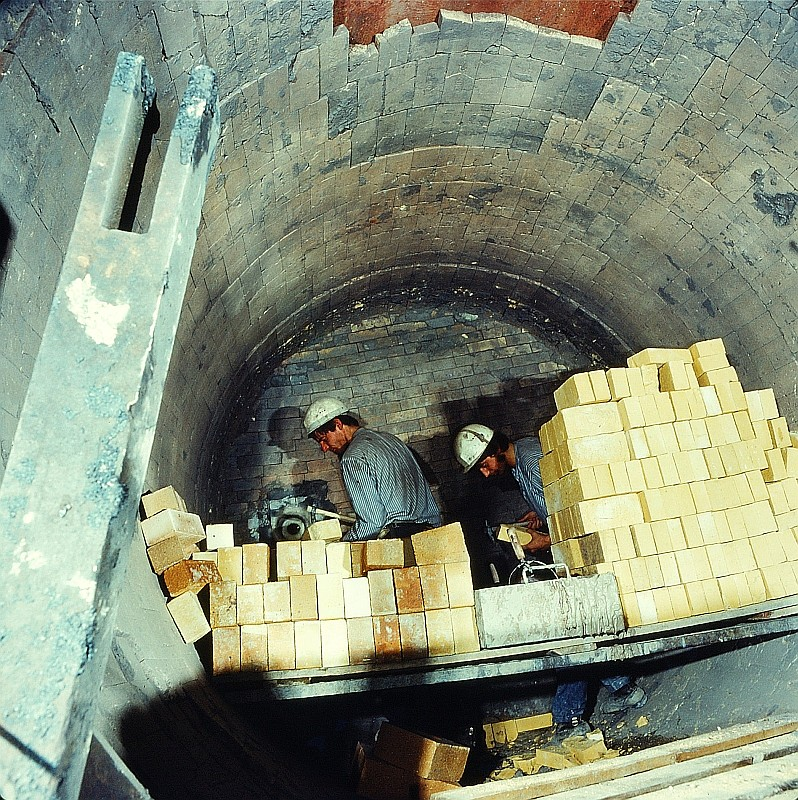
Restauración del revestimiento interior de un horno con ladrillo refractario

El término refractario se refiere a la propiedad de ciertos materiales de resistir altas temperaturas sin descomponerse. No hay una frontera clara entre los materiales refractarios y los que no lo son, pero una de las características habituales que se pide a un material para considerarlo como tal, es que pueda soportar temperaturas de más de 1600 °C sin ablandarse.
Los materiales refractarios deben mantener su resistencia y estructura a altas temperaturas. Dependiendo de la operación, estos materiales deben resistir los choques térmicos, ser químicamente inertes, presentar una baja conductividad térmica y un bajo coeficiente de dilatación. Suelen utilizarse para hacer crisoles y recubrimientos de hornos e incineradoras.

## Materiales refractarios
Los óxidos de aluminio (alúmina), de silicio (sílice) y magnesio (óxido de magnesio) son los materiales refractarios más importantes. Otro óxido que se encuentra generalmente en materiales refractarios es el óxido de calcio (cal). Las arcillas refractarias también se utilizan ampliamente en la fabricación de materiales refractarios, como puede ser la chamota.
El dióxido de circonio (circonita) se utiliza cuando hay que soportar temperaturas extremadamente elevadas. El carburo de silicio y el carbono son materiales refractarios de gran resistencia a altas temperaturas pero arden en presencia de oxígeno si desaparece su protección de dióxido de silicio.
Compuestos binarios, tales como el carburo de wolframio o el nitruro de boro pueden ser muy refractarios. El carburo de hafnio es el compuesto binario más refractario conocido, con un punto de fusión de 3890 °C. El compuesto ternario carburo de tántalo hafnio tiene uno de los más altos puntos de fusión conocidos (4215 °C).
Los materiales utilizados se deben elegir en función de las condiciones de utilización; por ejemplo, el carbono no puede usarse si debe estar en contacto con el oxígeno porque ardería. Los materiales refractarios ácidos no se pueden utilizar en presencia de una base química y viceversa dado que se produciría corrosión. El circonio, la chamota y el dióxido de silicio son ácidos, la dolomita y la magnesita son básicas, mientras que el óxido de aluminio, la cromita, el carburo de silicio o el carbono son neutros.
También son utilizados metales refractarios como el wolframio, el molibdeno o el tántalo.

## Clasificación

### Basados en su composición química

#### Materiales refractarios ácidos
Los refractarios ácidos son producidos a base de sílice en sus distintas formas como cuarzo, cuarcita o arena.

#### Materiales refractarios neutros
Son los más comunes y se usan en todo tipo de industrias. Son estables químicamente ante ácidos y bases. Son producidos a base de bauxita o chamote. Tienen SiO2 y Al2O3; son igual de resistentes.

#### Materiales refractarios básicos
Sus principales componentes son el óxido de magnesio y óxido de calcio; el ladrillo más común es el de magnesita, el cual tiene buena resistencia a la compresión y alta refractoriedad. Se usa principalmente en hornos abiertos, convertidores alimentados por oxígeno, hornos eléctricos y otros equipos operados a altas temperaturas.
- Datos: Q1123417
- Multimedia: Refractory materials / Q1123417